# USS Stockton (DD-73)
USS Stockton (DD-73) là một tàu khu trục của Hải quân Hoa Kỳ thuộc lớp Caldwell được chế tạo trong giai đoạn Chiến tranh Thế giới thứ nhất. Được cho ngừng hoạt động không lâu sau khi chiến tranh kết thúc, nó được huy động trở lại khi Chiến tranh Thế giới thứ hai nổ ra, và được chuyển cho Hải quân Hoàng gia Anh dưới tên gọi HMS Ludlow. Nó hoạt động cho đến hết chiến tranh, và cuối cùng bị đánh chìm như một tàu mục tiêu ngoài khơi Scotland vào tháng 7 năm 1945.

## Thiết kế và chế tạo
Là chiếc tàu chiến thứ hai của Hải quân Mỹ được đặt tên theo Thiếu tướng Hải quân Robert F. Stockton (1795–1866), Stockton được đặt lườn tại xưởng tàu của hãng William Cramp & Sons ở Philadelphia, Pennsylvania vào ngày 16 tháng 10 năm 1916. Nó được hạ thủy vào ngày 17 tháng 7 năm 1917, được đỡ đầu bởi Cô Ellen Emelie De Martelly, và được đưa ra hoạt động vào ngày 26 tháng 11 năm 1917 dưới quyền chỉ huy của Hạm trưởng, Trung tá Hải quân H. A. Baldridge.

## Lịch sử hoạt động

### Phục vụ cùng Hải quân Hoa Kỳ
Stockton trải qua giai đoạn cuối cùng của Thế Chiến I trong nhiệm vụ hộ tống đoàn tàu vận tải và tuần tra chống tàu ngầm ngoài khơi Queenstown, Ireland. Trong giai đoạn này, nó từng đụng độ với tàu ngầm U-boat đối phương ít nhất một lần. Vào ngày 30 tháng 3 năm 1918, nó và tàu khu trục Ericsson đang hộ tống chiếc tàu vận tải chuyển quân St. Paul đi trên tuyến Queenstown-Liverpool, khi Ericsson nổ súng vào một tàu ngầm Đức. Chiếc tàu ngầm đối phương lặn xuống nước và bắn một quả ngư lôi vốn chỉ cách Stockton trong gang tấc. Hai chiếc tàu khu trục thả mìn sâu chống tàu ngầm nhưng con tàu đối phương xoay xở chạy thoát. Đến đêm hôm đó, Stockton va chạm với Slieve Bloom gần South Stack, chiếc tàu khu trục đi vào Liverpool để sửa chữa trong khi chiếc tàu buôn bị đắm.
Stockton quay trở về Hoa Kỳ vào năm 1919 và tiếp tục phục vụ cùng hạm đội trong ba năm tiếp theo. Đến ngày 26 tháng 6 năm 1922, nó được đưa về lực lượng dự bị và bỏ không tại Philadelphia. Tên nó được rút khỏi danh sách Đăng bạ Hải quân vào ngày 8 tháng 1 năm 1941.

### Phục vụ cùng Hải quân Hoàng gia Anh

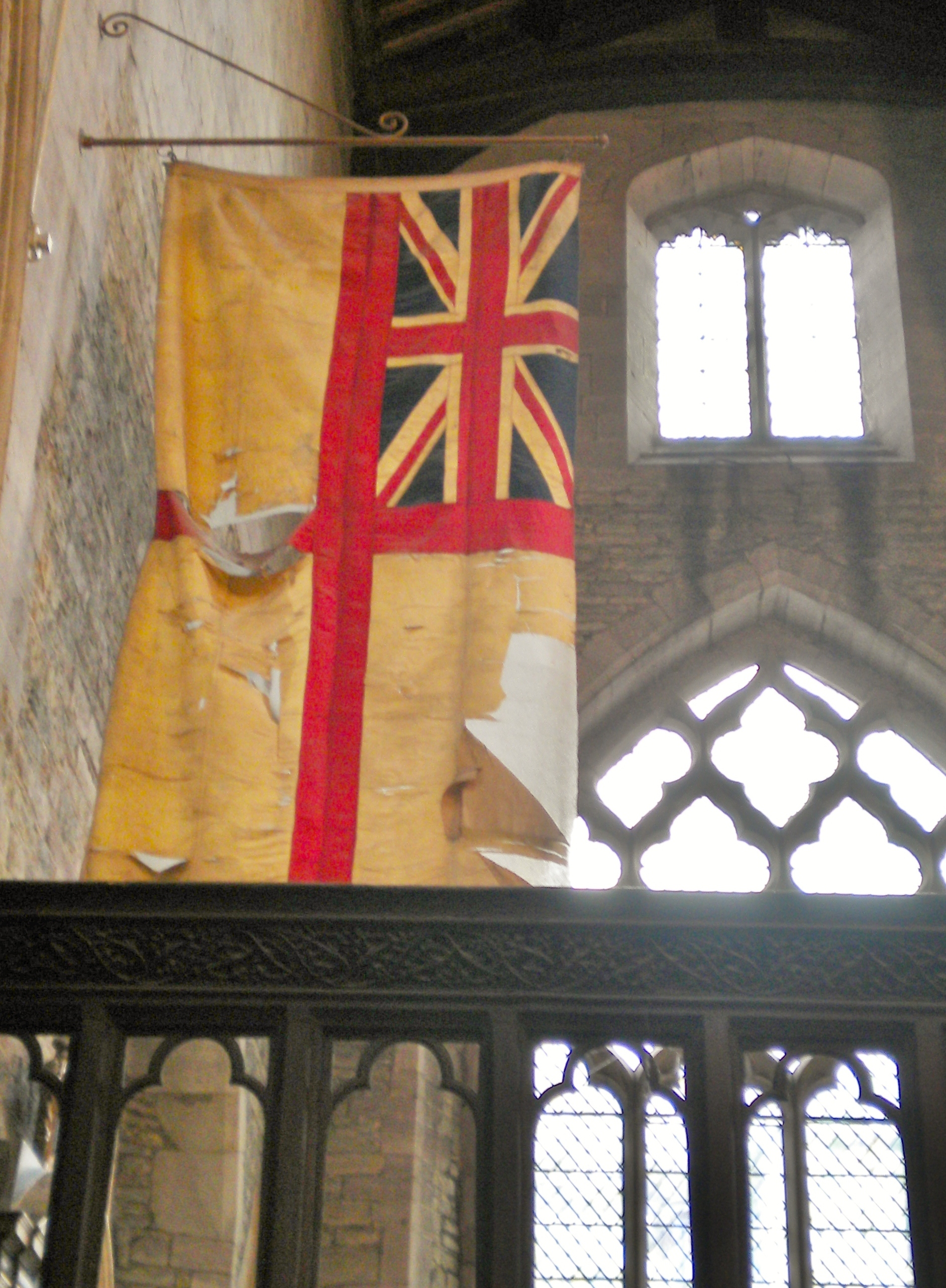
Lá cờ hiệu của Ludlow đặt tại nhà thờ St Laurence, Ludlow

Stockton được cho tái hoạt động trở lại vào ngày 16 tháng 8 năm 1940 và đi đến Halifax, Nova Scotia. Trong khuôn khổ Thỏa thuận đổi tàu khu trục lấy căn cứ giữa Anh Quốc và Hoa Kỳ, nó được chuyển giao cho phía Anh vào ngày 23 tháng 10 năm 1940 và phục vụ cùng Hải quân Hoàng gia Anh dưới tên gọi HMS Ludlow cho đến khi ngừng hoạt động vào tháng 6 năm 1945. Nó được cho mắc cạn ngoài khơi đảo Fidra tại Firth of Forth, Scotland vào ngày 15 tháng 7 năm 1945 để phục vụ như mục tiêu thực tập bắn rocket của Không quân Hoàng gia Anh. Một loạt rocket trúng bên dưới mực nước đã khiến nó bị chìm. Cho dù đã được tháo dỡ, phần còn lại của nó ở độ sâu 6 m vẫn còn thấy được ngoài khơi bãi Yellowcraigs khi thủy triều xuống thấp.